# Киевский поход Болеслава II

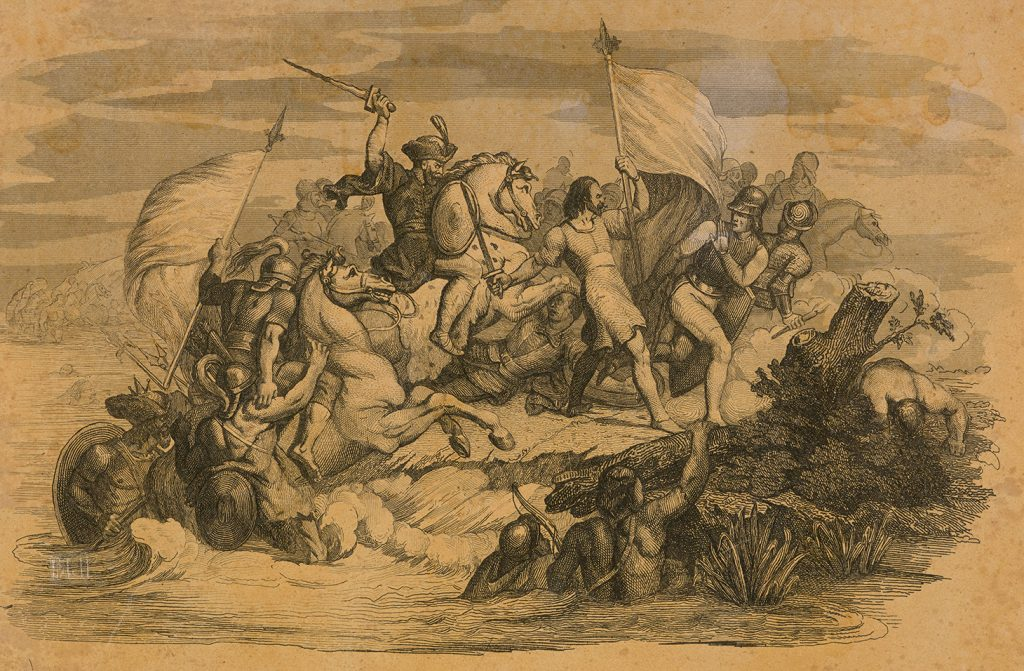
Болеслав Смелый с дружиной (французская гравюра XIX века)

Киевский поход Болеслава II — военная акция польского короля Болеслава Смелого в 1069 году в поддержку бывшего великого князя киевского Изяслава Ярославича, лишившегося престола после киевского восстания 1068 года, которое привело к власти Всеслава Брячиславича.
Изяслав с Болеславом выступили на Киев. Узнав об этом, Всеслав собрал войско в Белгороде, но ночью покинул его и бежал в Полоцк. Тогда в Киев приехали с левобережья братья Изяслава Святослав и Всеволод и вступили с Изяславом в переговоры. Они отдавали ему Киев при условии, что тот не приведёт поляков. Изяслав согласился, и основная часть польского войска действительно была оставлена на границе. Впереди Изяслава и Болеслава в Киев приехал Мстислав Изяславич и казнил 70 зачинщиков восстания.
Затем фактически повторились события киевского похода Болеслава I (1018). Польские войска были разведены на постой по городам, начались убийства поляков, после чего Болеслав покинул Русь.
В 1073 году Изяслав был изгнан из Киева братьями, и в 1077 году после смерти Святослава пошёл на Киев также с поляками, но получил город от Всеволода.